# Emma Váncza
Emma Váncza, Vánca (21. prosince 1863 Miskolc – 15. prosince 1943 Budapešť) byla maďarská fotografka. Se svými barevnými panoramatickými fotografiemi zachycujícími oblast Miskolce získala medaili na Miléniové výstavě v roce 1896.

## Životopis
Emma Váncza se narodila v roce 1863 jako vnučka malíře Mihály Wándzy, který se roku 1818 usadil v Miskolci, a Zsuzsanny Kuti (Brunnerové), majitelky dívčího vzdělávacího ústavu. Její otec, Mihály Váncza junior byl právník a veterán z roku 1848, její matka byla Elizeus Julianna. Její dva mladší bratři, Mihály a József (syn József ml. druhého jmenovaného byl výrobcem prášku do pečiva Váncza a několika dalších pekařských výrobků). Emma se naučila kreslit od svého otce, poté začala fotografovat pod vlivem svého bratra Mihályho. Za své obrazy získala ceny a její oltářní obraz dodnes uchovává katolická farnost v Hámoru. Emma – na dceru z buržoazní rodiny nezvykle – si v osmnácti otevřela ateliér, kde se věnovala fotografii a malbě akvarelem (obě profese byly tehdy úzce spjaty). Její studio bylo pod Temnou bránou. V 90. letech 19. století najala Károlyho Frigyese Forsta (1871–1946), se kterým spolupracovala. Dne 4. prosince 1897 se v Miskolci vzali. Měli dvě děti, Károly Frigyese juniora, lékaře, naturopata (1898–1984) a Margit (1902–1987). Emma vedla svůj ateliér třicet let, pak se v roce 1912 na popud svého manžela přestěhovali do Budapešti, ale podnikání zde nebylo úspěšné. Emma Forstné Váncza zemřela ve věku osmdesáti let v Budapešti, kde byla pohřbena na hřbitově Kerepesi úti a v roce 1953 byla přemístěna na veřejný hřbitov.

## Panoramata
Fotopanoráma zachycující okolí Diósgyőru a údolí Hámori se skládá ze čtyř obrazů, 2,5 m dlouhých a 0,5 m vysokých, složených každý z 5-6 obrázků. Vzhledem k tomu, že v té době nebylo technicky možné fotografovat barevně, musely se snímky následně kolorovat ručně. Sám císař František Josef I. si panorama prohlédl, pochválil a potřásl si rukou s fotografkou. Kromě příznivého ohlasu kritiky získalo dílo také velkou medaili miléniové výstavy, jejíž jeden z originálů je dnes součástí fotografické historické sbírky Muzea Hermana Ottó.

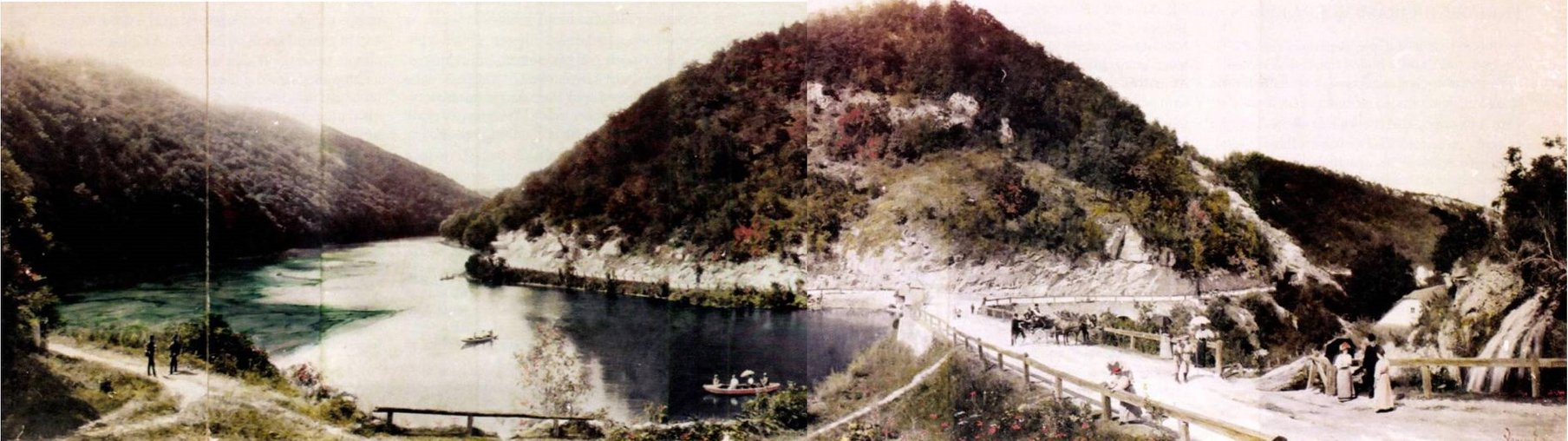
Ručně kolorované panorama Lillafüredu

## Galerie

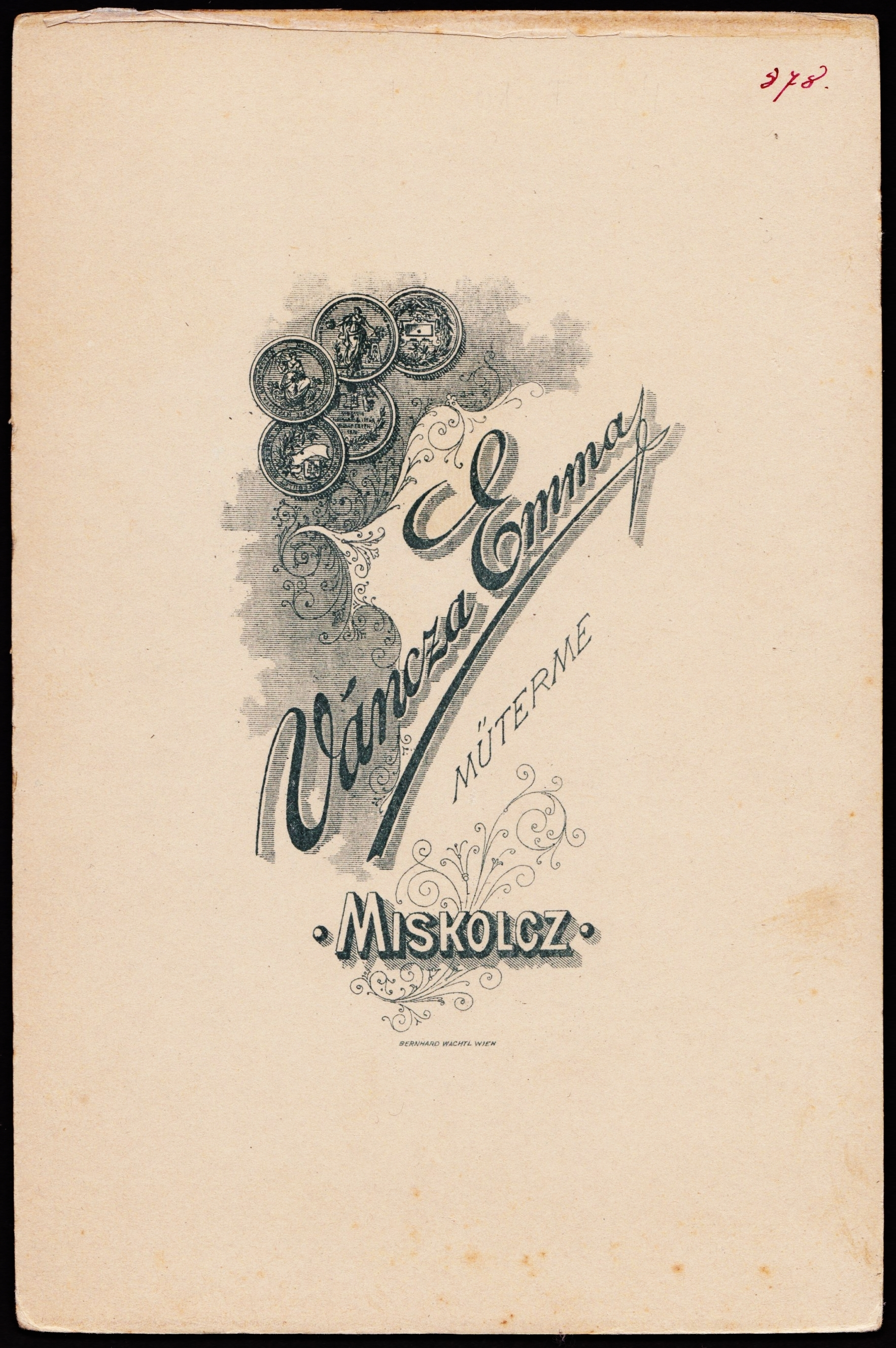
Revers fotografie
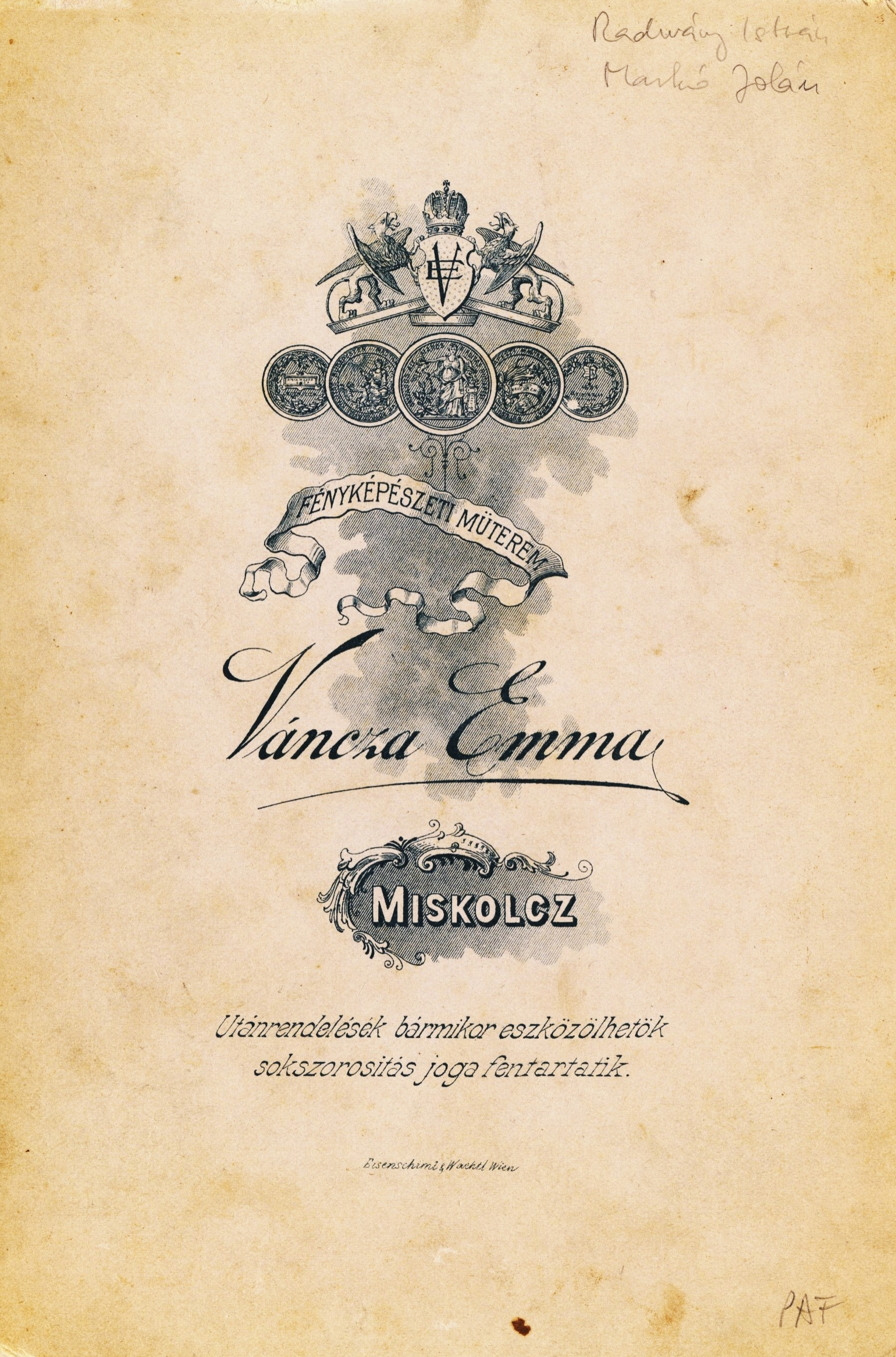
Revers fotografie